# Fartkamera i Sverige

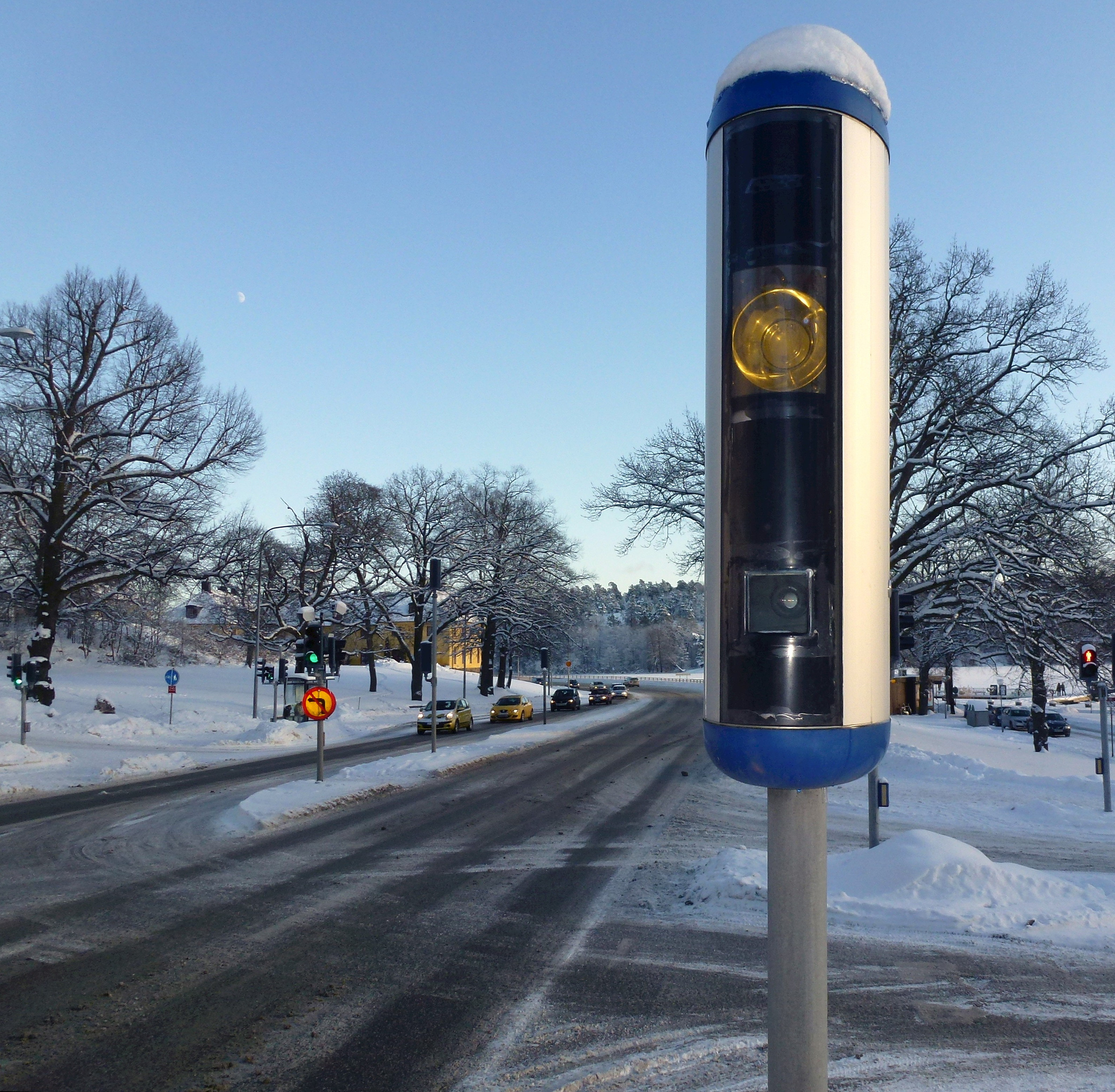
Fartkamera vid Ekerövägen.

En fartkamera (även trafiksäkerhetskamera eller hastighetskamera) är en anordning som används för att övervaka hastighetsreglerna på vägar, samt för att fälla förare som överskrider hastighetsgränsen. Kameran har en detektor för att mäta hastighet, och en kamera för att fotografera eventuell överträdelse. Systemet kallas för ATK, automatisk trafiksäkerhetskontroll. I Sverige är det Trafikverket som ansvarar för kamerorna och de sätts upp i samarbete med polisen. Alla Trafikverkets trafiksäkerhetskameror är direktkopplade till polisen.

## Historik och statistik
I Sverige introducerades fartkameror på vägarna för första gången under 1980-talet. Det var inga automatiserade kameror och majoriteten av de installerade kameraskåpen innehöll inte någon kamerautrustning alls. Den första ATK-kameran i Sverige sattes upp 2006 vid riksväg 50, nära Askersund. Därefter var alla kameraskåp kamerautrustade, men samtliga kameror var inte i bruk samtidigt. Kamerorna aktiverades från en central i Kiruna. I mitten av 2010-talet var det årligen cirka 500 000 bilder som togs av kamerorna. I ungefär 250 000 av dessa fall inledde polisen en förundersökning och i ungefär 35 procent av utredningarna blev det påföljd, vanligen böter, medan grövre överträdelser vidarebefordrades till åklagare. År 2024 dömdes 105 000 fortkörare som fotograferades av fartkameror i Sverige. Enligt Trafikverkets undersökningar var mellan 70 och 75 procent av svenskarna positivt inställda till fartkameror 2024.
År 2023 fanns omkring 2 500 trafiksäkerhetskameror uppsatta i Sverige och enligt Trafikverket räddade då kamerorna årligen omkring 20 liv.
I början av 2020-talet stals 150 fartkameror från vägarna, främst i Stockholmstrakten, och en stöldliga dömdes 2024 till fängelse respektive villkorlig dom och dagsböter.
Under 2025 börjar nya kameror sättas upp. Dessa har bland annat bättre upplösning.

## Lagregler
I Sverige kan bara föraren fällas enligt lag, och för att få god bevisning behövs en bra bild både på fordonets registreringsnummer och på föraren.

## Trafiksäkerhetseffekt och systemfunktion
Statens väg- och transportforskningsinstitut (VTI) har visat att antalet svåra olyckor minskar där de satts upp. Det ska ha skett genom att hastigheterna har minskat, men inte minst genom att förarna blir mer skärpta, exempelvis att färre somnar. Den effekten blir störst på vägar som används för långa resor. Andra mål med kamerorna är att minska bullernivån och utsläppen.
I Sverige sitter kamerorna oftast på olycksdrabbade vägsträckor. Den nyare[när?] typen av kameror mäter hastigheten på alla fordon vilket ligger till grund för statistik för Trafikverket med flera. Enbart fortkörare fotograferas. Bilderna från kamerorna skickas direkt till polisen, som utreder och bötfäller hastighetsöverträdelser.
Trafikverket har dessutom mobila kameror som temporärt kan sättas ut vid vägarbeten, skolor och i till exempel villaområden. Det svenska systemet medger även mätning av medelhastigheten mellan kameror, så kallad sträck-ATK. Trafikverket vill införa det. Utifrån personuppgiftslagen är tidsbegränsad registrering av personer som inte är misstänkta för något brott endast möjlig om tydliga samhällsnyttor kan påvisas. Ett positivt yttrande från Datainspektionen är nödvändig för att kunna bedriva sträck-ATK. I oktober 2024 sade regeringen nej till att tillåta det.